# Ana María
Ana María (17 tháng 5 năm 1929 – 6 tháng 4 năm 1983) là "nom de guerre" của Mélida Anaya Montes, chỉ huy thứ hai của Fuerzas Populares de Liberación Farabundo Martí (FPL), tổ chức lâu đời nhất trong số năm tổ chức du kích tạo nên FMLN, ở El Salvador.
Là một trí thức, cô được coi là một biểu tượng trong số phụ nữ cách mạng trong khu vực. Cuối cùng, cô đã bị giết bởi chính đồng đội của mình vào ngày 6 tháng 4 năm 1983 tại Managua, Nicaragua.
Sau đó, FMLN đã đổ lỗi cho nhà lãnh đạo của mình là Cayetano Carpio (đôi khi được gọi là "Hồ Chí Minh của Mỹ Latinh") là người chịu trách nhiệm về tội ác và anh ta đã tự sát.

## Tuổi thơ
Cô được sinh ra ở thị trấn nhỏ của Tex Texangangos, thuộc khu vực trung tâm của El Salvador. Ana María nhận bằng Tiến sĩ Giáo dục từ Đại học El Salvador, nơi cô trở thành giáo sư giáo dục và tham gia các lớp học vào những năm 1960. Cô là trợ lý giám đốc của Đại học Alberto Masferrer.
Vào cuối những năm 1960, cô trở thành một trong những người lãnh đạo chính của Hiệp hội Gremial "ANDES 21 de Junio" (Hiệp hội giáo viên quốc gia Salvador ngày 21 tháng 6). Bà đã lãnh đạo các cuộc đình công của các giáo sư năm 1968 và 1971, điều này tạo ra rắc rối lớn cho chính phủ của tướng Fidel Sanchez Hernandez.
Năm 1970, cựu Tổng thư ký của Đảng Cộng sản El Salvador, Salvador Cayetano Carpio đã thành lập đội biệt kích du kích đầu tiên của El Salvador: Lực lượng phổ biến của Liberacion Farabundo Martí (FPL).

## Qua đời
Vào ngày 6 tháng 4 năm 1983, Ana Maria bị sát hại tại nhà riêng của cô ở Managua, Nicaragua. Những kẻ ám sát của cô đã đâm cô khoảng 80 lần bằng một nhát đá, và sau đó chém vào cổ cô. Chính quyền Nicaragua sau đó đã bắt giữ những kẻ giết người và thấy họ là thành viên của FMLN. Vụ giết người được gây ra bởi một bộ phận sâu sắc đã phát triển trong FMLN. Một phe hòa giải, ủng hộ đàm phán, được lãnh đạo bởi Ana Maria. Phe đường lối cứng rắn phản đối đàm phán với chính phủ El Salvador, và ủng hộ một cuộc chiến kéo dài. Phe này được chỉ huy bởi Chỉ huy Salvador Cayetano Carpio. Rogelio Bazzaglia sau đó đã thú nhận vụ giết người của Ana Maria, nói rằng anh ta theo lệnh của Carpio, sau đó rút lại. Sau khi chôn cất cô và khi nghe tin rằng chính Salvador Cayetano Carpio có liên quan đến vụ giết người của Ana Maria, Carpio quyết định tự sát tại nhà riêng của mình.

## Di sản
Ana María được coi là một ví dụ mang tính biểu tượng cho các nhà giáo dục và những người đấu tranh chống áp bức, đặc biệt là ở El Salvador. Trường ngôn ngữ Melida Anaya Montes ở San Salvador, nơi sử dụng các kỹ thuật giáo dục phổ biến làm nổi bật các vấn đề công bằng xã hội, được đặt theo tên cô.
Phong trào phụ nữ Mélida Anaya Montes Lưu trữ ngày 21 tháng 2 năm 2002 tại Wayback Machine (MAM) được thành lập năm 1992 để bảo vệ quyền phụ nữ.